# Anophiodes pulchrilinea
Anophiodes pulchrilinea är en fjärilsart som beskrevs av Alfred Ernest Wileman och Reginald James West 1929.
Anophiodes pulchrilinea ingår i släktet Anophiodes och familjen nattflyn. Inga underarter finns listade i Catalogue of Life.